# Tyrannochthonius aralu
Tyrannochthonius aralu és una espècie d'aràcnid de l'ordre Pseudoscorpionida de la família Chthoniidae. Es troba a Alabama (Estats Units).